# 新田長夫
新田 長夫（にった たけお、1914年（大正3年）12月9日 - 2005年（平成17年）3月5日）は、日本の実業家。ニッタ社長。大阪ゴム工業会相談役。ニッタ創業者新田長次郎の孫。ニッタ会長・新田長彦の父。

## 人物
大阪府大阪市出身。新田長三の長男。1939年に大阪帝国大学工学部応用化学科を卒業、新田帯革製造所に入社した。1945年に新田ベルト、新田ゴム工業各取締役に選ばれ、ついで新田ゴム工業社長に就任。
住所は大阪市浪速区芦原町、堺市出島海岸通2丁目、兵庫県西宮市上甲東園1丁目・2丁目。宗教は真言宗。趣味は写真、ゴルフ。

## 家族・親族
新田家
- 祖父・長次郎[3]（1857年 - 1936年） - 愛媛県温泉郡味生村山西（現・松山市山西町）出身で、製革業や関連事業を興し成功、「東洋の帯革王」と呼ばれた[10]。
- 祖母・ツル（1864年 - ?、大阪府人・井上儀助の二女）[4]。
- 父・長三[5][6]（1888年 - 1964年、新田帯革製造所社長）[3][8] - 住所は兵庫県西宮市上甲東園1丁目[11]。
- 母・キヌ（1896年 - ?、東京士族、早田喜稔の妹）[3]
- 妹[4]
- 弟[4]
- 妻[8]
- 長女[8]
- 長男[8]
- 二女[8]
- 三女[8]
- 四女[8]

親戚
- 早田喜稔（帝国化学工業社長）
- 従兄・新田利國（資産家）[4]
- 叔父・新田愛祐（新田ベニヤ工業社長）[8]
- 新田仲太郎（内外汽船社長、海運業、資産家）